# Albumy numer jeden w roku 1965 (USA)
Lista najlepiej sprzedających się albumów w Stanach Zjednoczonych w 1965 tworzona przez magazyn Billboard na podstawie Billboard 200.

## Historia notowania
| Data publikacji | Album                            | Artysta                         |
| --------------- | -------------------------------- | ------------------------------- |
| 2 stycznia      | Roustabout                       | Elvis Presley/Ścieżka dźwiękowa |
| 9 stycznia      | Beatles ’65                      | The Beatles                     |
| 16 stycznia     | Beatles ’65                      | The Beatles                     |
| 23 stycznia     | Beatles ’65                      | The Beatles                     |
| 30 stycznia     | Beatles ’65                      | The Beatles                     |
| 6 lutego        | Beatles ’65                      | The Beatles                     |
| 13 lutego       | Beatles ’65                      | The Beatles                     |
| 20 lutego       | Beatles ’65                      | The Beatles                     |
| 27 lutego       | Beatles ’65                      | The Beatles                     |
| 6 marca         | Beatles ’65                      | The Beatles                     |
| 13 marca        | Mary Poppins                     | Ścieżka dźwiękowa               |
| 20 marca        | Goldfinger                       | Ścieżka dźwiękowa               |
| 27 marca        | Goldfinger                       | Ścieżka dźwiękowa               |
| 3 kwietnia      | Goldfinger                       | Ścieżka dźwiękowa               |
| 10 kwietnia     | Mary Poppins                     | Ścieżka dźwiękowa               |
| 17 kwietnia     | Mary Poppins                     | Ścieżka dźwiękowa               |
| 24 kwietnia     | Mary Poppins                     | Ścieżka dźwiękowa               |
| 1 maja          | Mary Poppins                     | Ścieżka dźwiękowa               |
| 8 maja          | Mary Poppins                     | Ścieżka dźwiękowa               |
| 15 maja         | Mary Poppins                     | Ścieżka dźwiękowa               |
| 22 maja         | Mary Poppins                     | Ścieżka dźwiękowa               |
| 29 maja         | Mary Poppins                     | Ścieżka dźwiękowa               |
| 5 czerwca       | Mary Poppins                     | Ścieżka dźwiękowa               |
| 12 czerwca      | Mary Poppins                     | Ścieżka dźwiękowa               |
| 19 czerwca      | Mary Poppins                     | Ścieżka dźwiękowa               |
| 26 czerwca      | Mary Poppins                     | Ścieżka dźwiękowa               |
| 3 lipca         | Mary Poppins                     | Ścieżka dźwiękowa               |
| 10 lipca        | Beatles VI                       | The Beatles                     |
| 17 lipca        | Beatles VI                       | The Beatles                     |
| 24 lipca        | Beatles VI                       | The Beatles                     |
| 31 lipca        | Beatles VI                       | The Beatles                     |
| 7 sierpnia      | Beatles VI                       | The Beatles                     |
| 14 sierpnia     | Beatles VI                       | The Beatles                     |
| 21 sierpnia     | Out of Our Heads                 | The Rolling Stones              |
| 28 sierpnia     | Out of Our Heads                 | The Rolling Stones              |
| 4 września      | Out of Our Heads                 | The Rolling Stones              |
| 11 września     | Help!                            | The Beatles/Ścieżka dźwiękowa   |
| 18 września     | Help!                            | The Beatles/Ścieżka dźwiękowa   |
| 25 września     | Help!                            | The Beatles/Ścieżka dźwiękowa   |
| 2 października  | Help!                            | The Beatles/Ścieżka dźwiękowa   |
| 9 października  | Help!                            | The Beatles/Ścieżka dźwiękowa   |
| 16 października | Help!                            | The Beatles/Ścieżka dźwiękowa   |
| 23 października | Help!                            | The Beatles/Ścieżka dźwiękowa   |
| 30 października | Help!                            | The Beatles/Ścieżka dźwiękowa   |
| 6 listopada     | Help!                            | The Beatles/Ścieżka dźwiękowa   |
| 13 listopada    | The Sound of Music               | Ścieżka dźwiękowa               |
| 20 listopada    | The Sound of Music               | Ścieżka dźwiękowa               |
| 27 listopada    | Whipped Cream and Other Delights | Herb Alpert                     |
| 4 grudnia       | Whipped Cream and Other Delights | Herb Alpert                     |
| 11 grudnia      | Whipped Cream and Other Delights | Herb Alpert                     |
| 18 grudnia      | Whipped Cream and Other Delights | Herb Alpert                     |
| 25 grudnia      | Whipped Cream and Other Delights | Herb Alpert                     |